# دونلي (باكينجهامشير)
دونلي (بالإنجليزية: Downley)‏ هي قرية وأبرشية مدنية تقع في المملكة المتحدة في إنجلترا. يقدر عدد سكانها بـ 2,244 نسمة .